# Anton Malatinský
Anton Malatinský (Trnava, 15 de janeiro de 1920 - 1 de dezembro de 1992) foi um futebolista eslovaco, que atuava como meia.

## Carreira
Anton Malatinský fez parte do elenco da Seleção Tchecoslovaca de Futebol que disputou a Copa do Mundo de 1954.

## Ligações Externas
- Perfil em FIFA.com (em inglês)